# Parrotia persica
Parrotia persica C.A.Mey. è un albero a foglie decidue della famiglia delle Hamamelidaceae, strettamente correlato al genere Hamamelis. È endemico dei monti Elburz, posti tra l'Iran settentrionale (dove prende il nome di انجیلی‎ anjili) e l'Azerbaigian meridionale (dove prende il nome di dəmirağac).

A questa specie è stato conferito il nome da Carl Anton von Meyer in onore del naturalista tedesco Georg Friedrich Parrot, il quale si dedicò alla botanica degli Elburz in una spedizione alpinistica negli anni '30 dell'Ottocento.

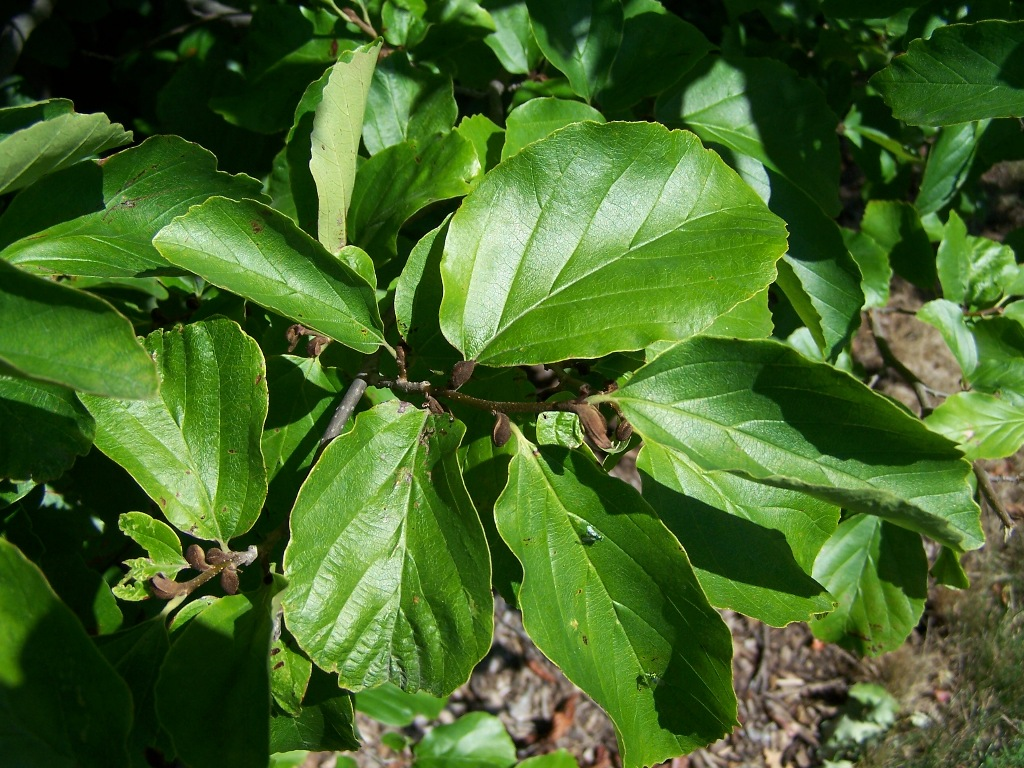
Fogliame

## Descrizione
Parrotia persica cresce fino a 30 m (98 ft) di altezza e 8–15 m (26–49 ft) di ampiezza, con un tronco che può raggiungere i 150 cm (59 in) di diametro. La corteccia è liscia e simile a quella dei platani. Le foglie, dai margini ondulati, hanno forma ovoidale, sono leggermente pendenti e la loro lunghezza va dai 6–15 cm (2–6 in), mentre la loro larghezza va dai 4–10 cm (2–4 in). Si presentano di un colore che passa dal verde lucido durante la maggior parte dell'anno al violaceo o rosso brillante nel periodo autunnale.

I fiori sono simili a quelli di amamelide ma di colore rosso scuro; sono prodotti alla fine dell'inverno su steli nudi, ma differiscono per avere solo quattro sepali arrotondati senza petali; gli stami sono tuttavia abbastanza evidenti, formando un denso grappolo rosso di 3–4 mm (0,12–0,16 in). Il frutto è una capsula a due parti contenente due semi, uno per ogni metà.

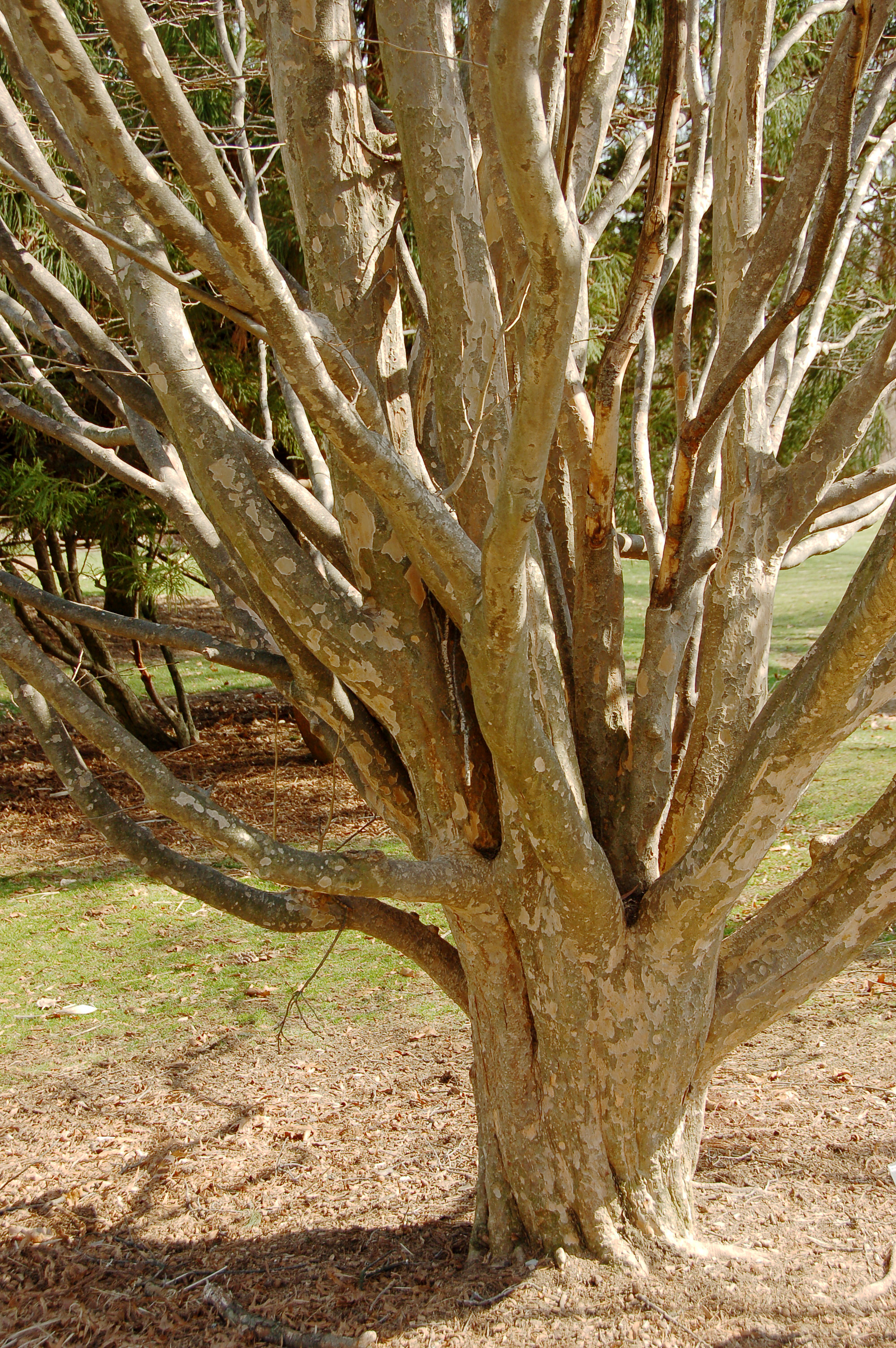
I molti rami dell'albero e la corteccia colorata distintiva

## Coltivazione
Essendo un albero da giardino raro, tollerante alla siccità e di dimensioni moderate, P. persica è coltivato come un albero ornamentale per il suo brillante colore autunnale e per la sua corteccia esfoliante liscia e modellata che si presenta negli esemplari maturi
Sono state selezionate diverse cultivar per la semina da giardino tra cui:
- 'Horizontalis' che ha un modello di ramificazione orizzontale, semi-piangente e ad ampia diffusione;
- 'Pendula' (Kew Form) che è compatto, piangente e abbastanza aggraziato;
- 'Seleziona' le cui foglie giovani possono avere anche margini viola;
- 'Vanessa' che ha un modello di ramificazione verticale, un portamento colonnare ed ha inoltre vinto il premio di merito al giardino della Royal Horticultural Society[6][7].

## Galleria d'immagini

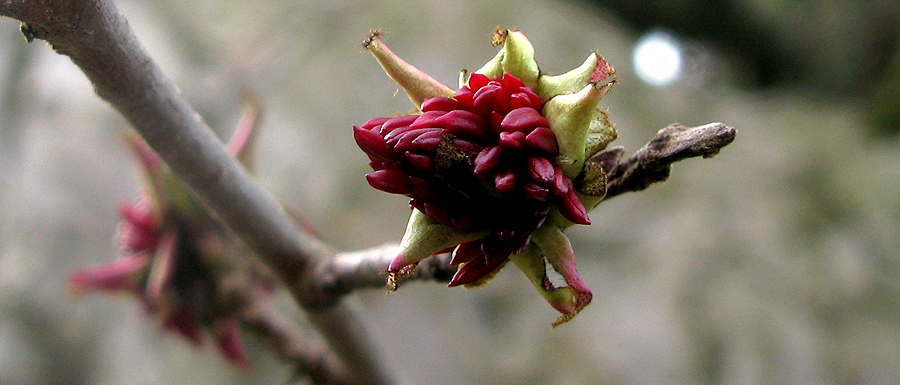
Fiori di febbraio, Museo di Tolosa
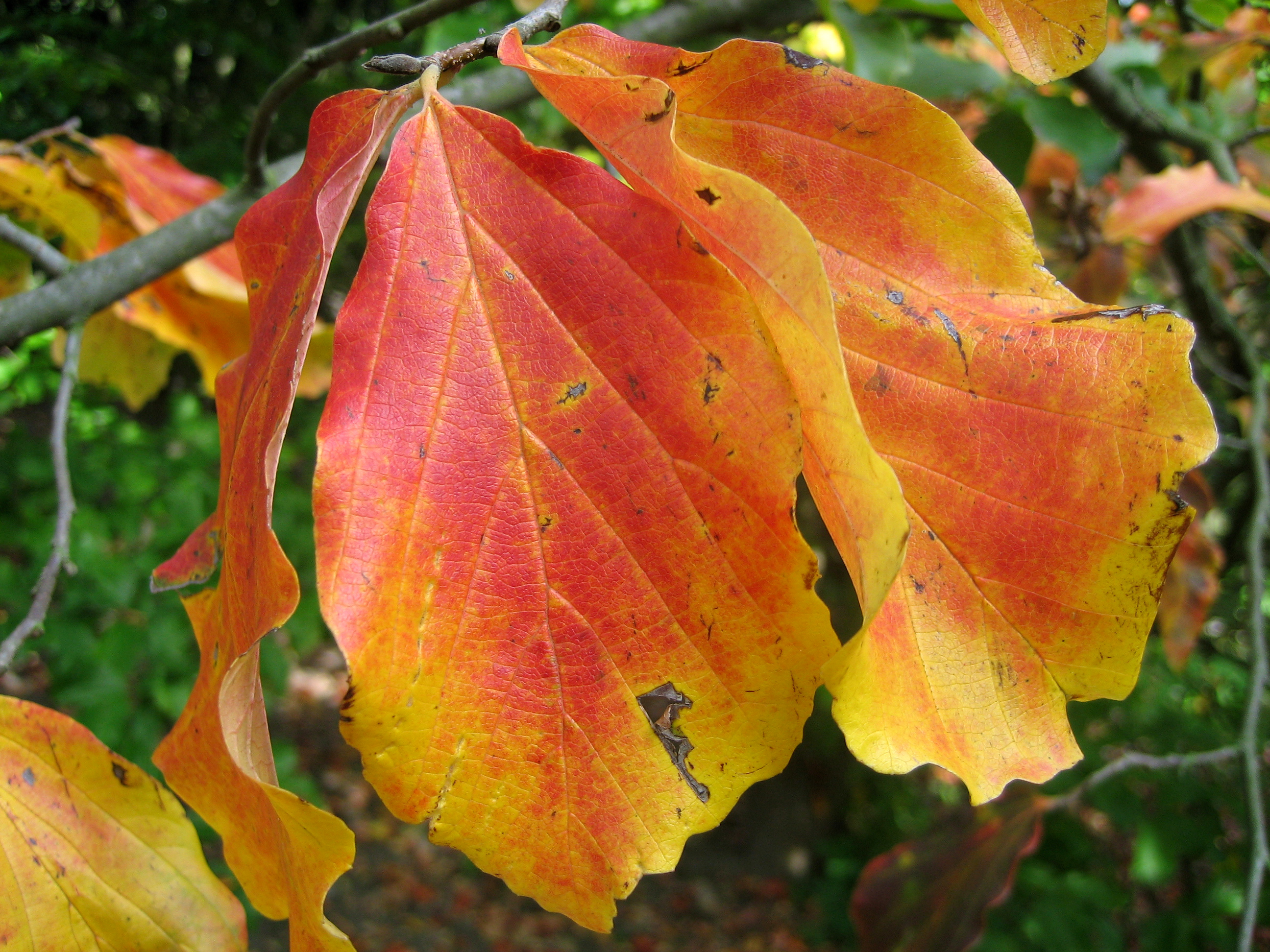
Foglie in settembre
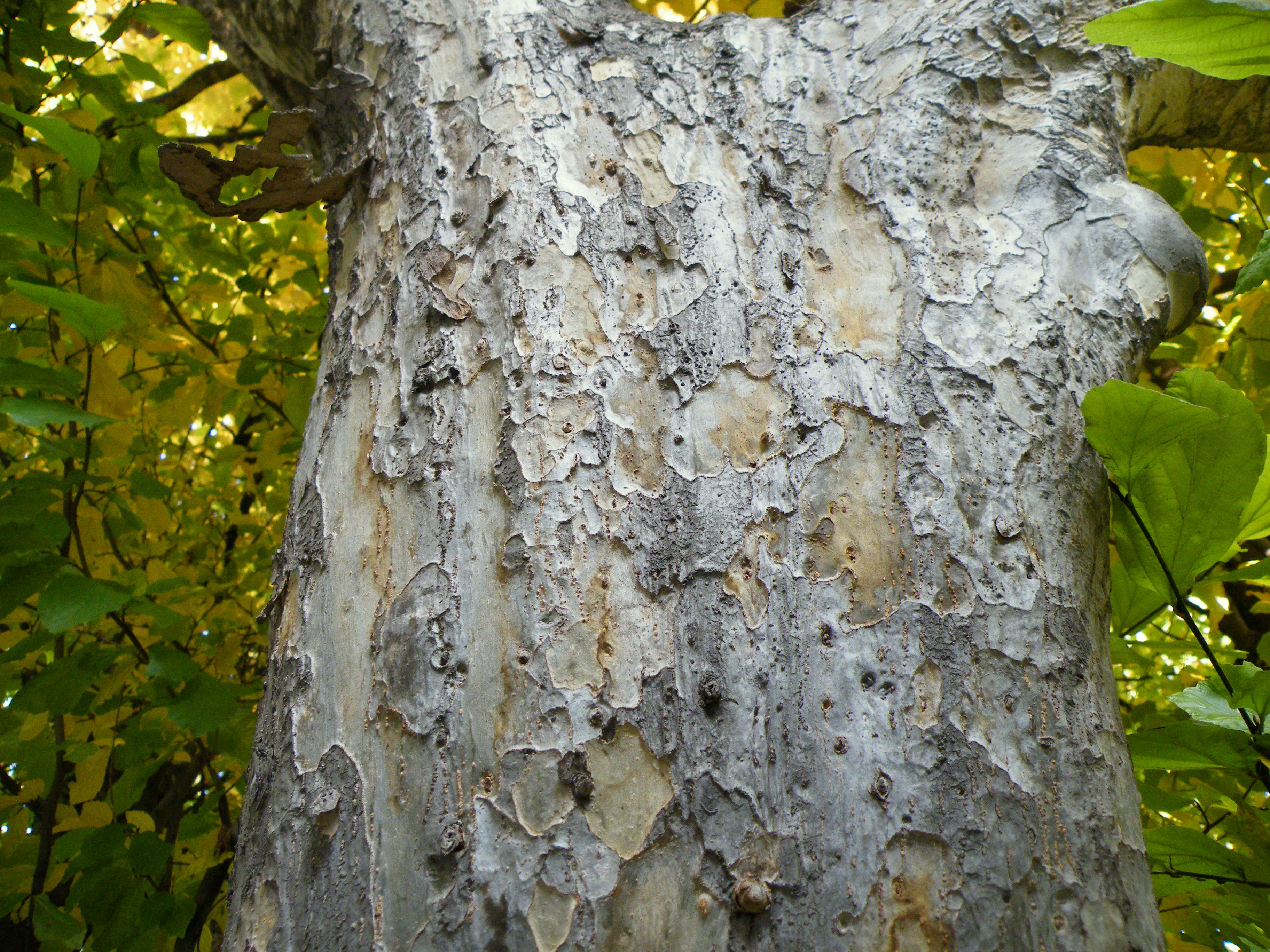
Corteccia di un esemplare nel giardino botanico Jevremovac
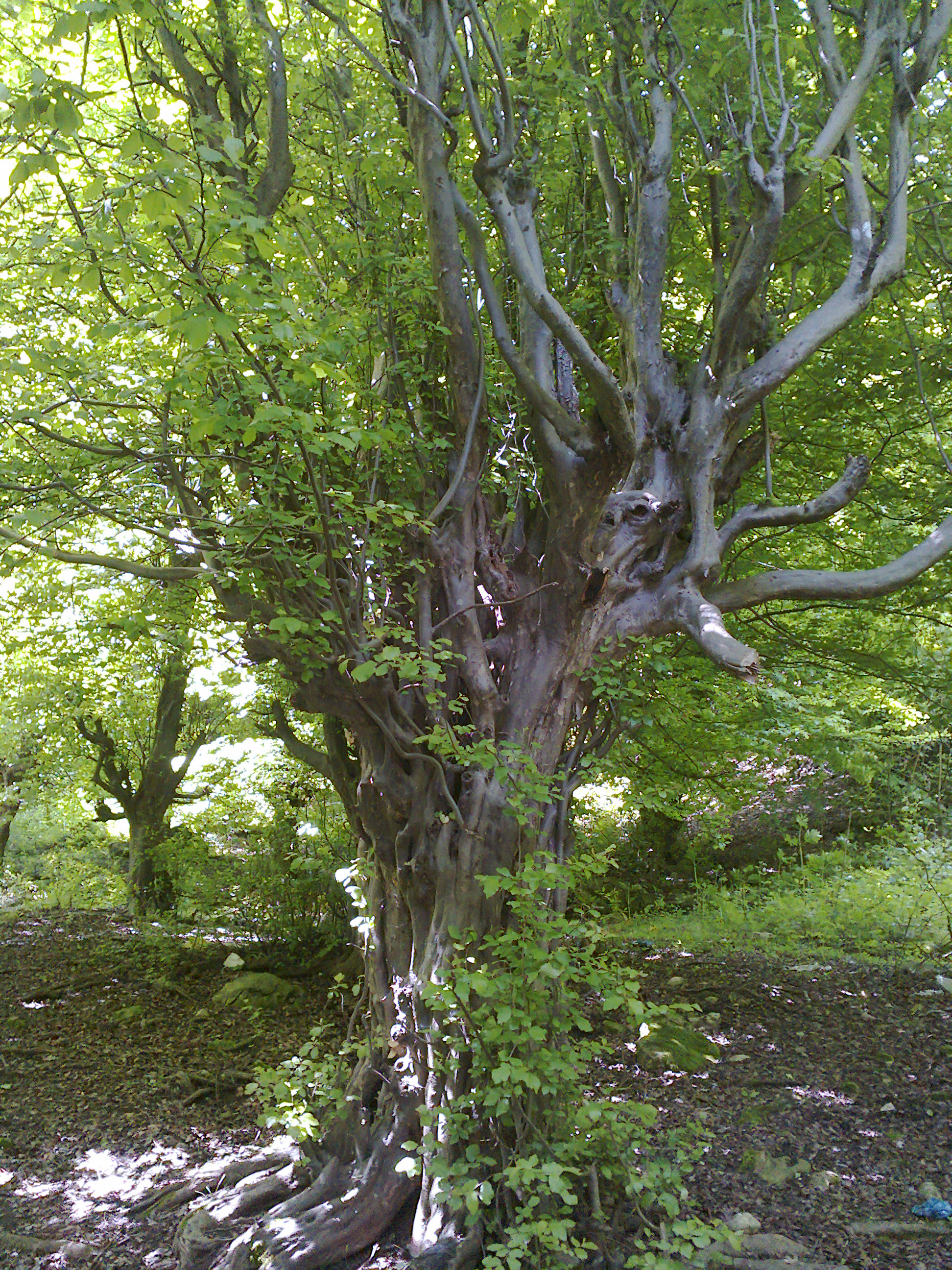
Ironwood persiano in aprile